# 古斯拉爾峰

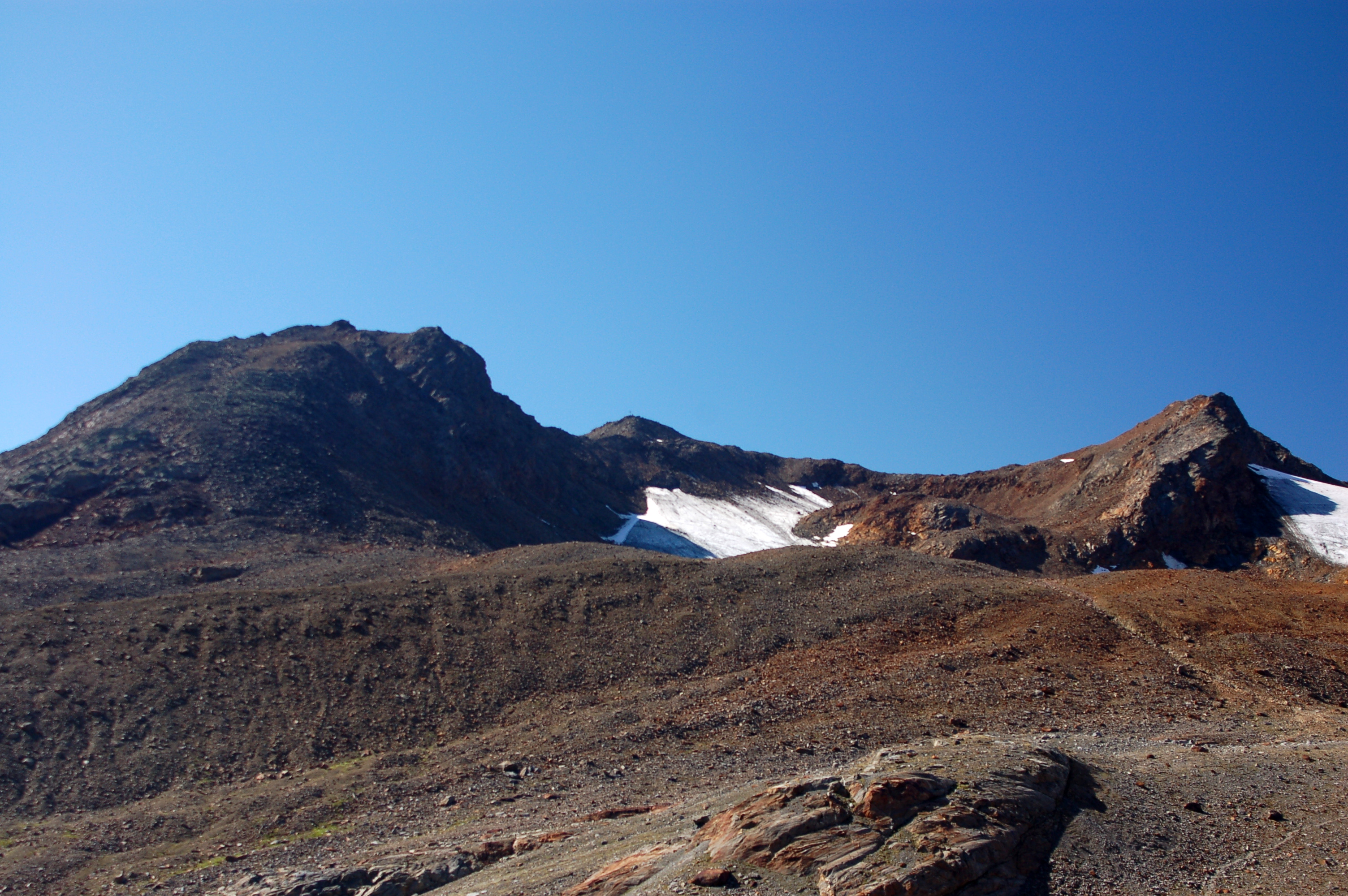

46°50′15″N 10°49′05″E / 46.837596°N 10.818169°E
古斯拉爾峰（德語：Guslarspitzen），是奧地利的山峰，位於該國西部，由蒂羅爾州負責管轄，屬於奧茨塔爾阿爾卑斯山脈的一部分，海拔高度3,147米，每年平均降雨量1,357毫米，人類在1848年首次登頂。